# Cấu trúc lực lượng các phe trong trận Tsushima
Các hạm đội tham gia trận Tsushima, 27/28 tháng 5 năm 1905

## Hạm đội liên hợp Nhật

### Chiến đội một

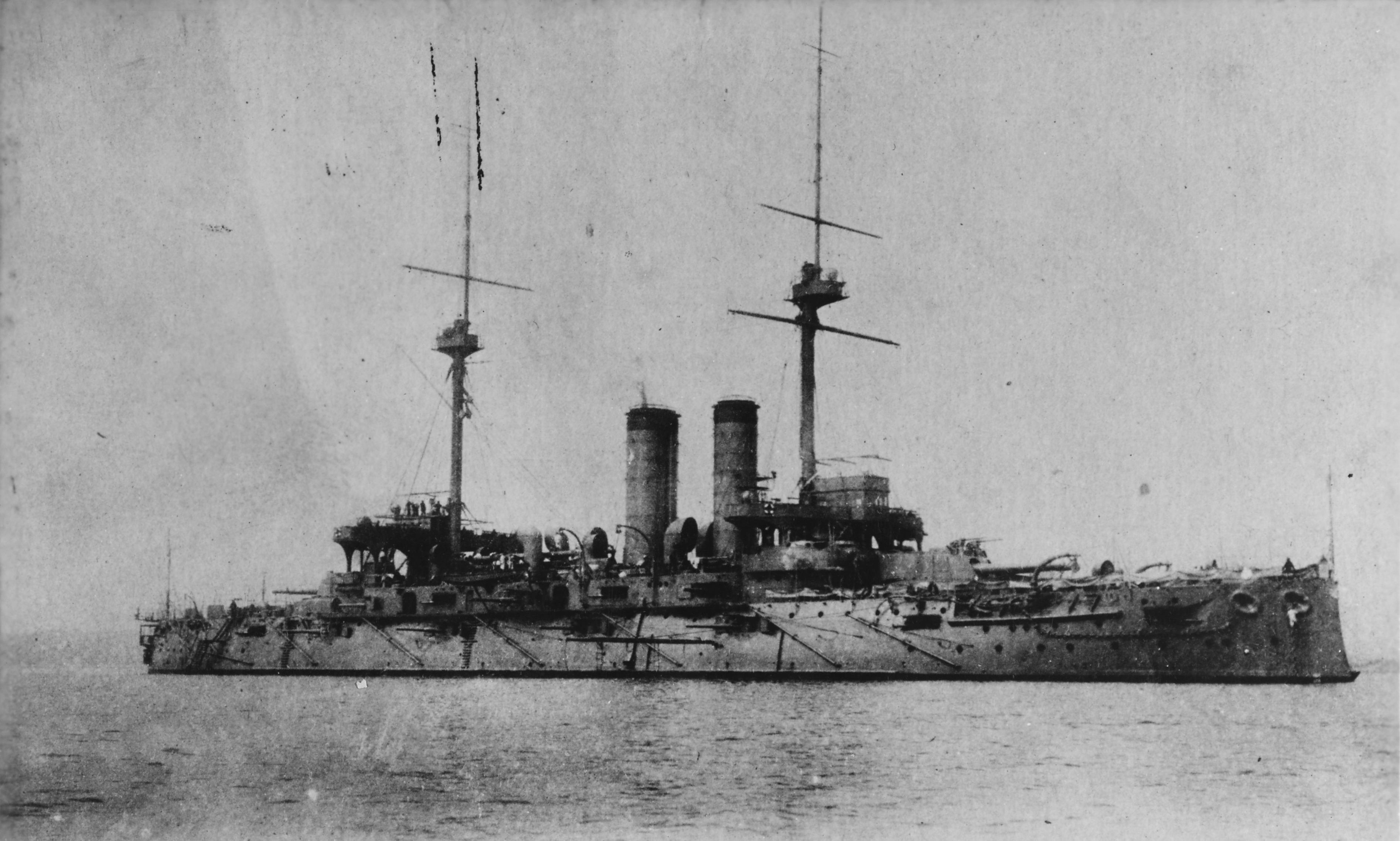
Kì hạm của Hạm đội Nhật, Thiết giáp hạm Mikasa

- Kì hạm của Hạm đội Nhật, Thiết giáp hạm MikasaHạm đội một - Đô đốc Tōgō Heihachirō (Tổng chỉ huy hạm đội liên hợp)
  - Mikasa (Kì hạm) (Biến thể của thiết giáp hạm lớp Majestic) - Thuyền trưởng Ijichi Hihajiro
  - Shikishima (thiết giáp hạm lớp Shikishima) - Thuyền trưởng Teregaki Izo
  - Fuji (thiết giáp hạm lớp Fuji) - Thuyền trưởng Matsomoto Kazu
  - Asahi (Biến thể của lớp Shikishima) - Thuyền trưởng Yamada Hikohachi
  - Kasuga (Tuần dương bọc thép lớp Kasuga)
  - Nisshin (Tuần dương bọc thép lớp Kasuga)
  - Tatsuta (Tàu liên lạc)
- Khu trục đội một
  - Harusame (Khu trục lớp Harusame)
  - Fubuki (Khu trục lớp Harusame)
  - Ariake (Khu trục lớp Harusame)
  - Akatsuki (Cựu khu trục Nga Reshitel‘nyi)
- Khu trục đội hai
  - Oboro (Khu trục lớp Ikazuchi)
  - Inazuma (Khu trục lớp Ikazuchi)
  - Ikazuchi (Khu trục lớp Ikazuchi)
  - Akebono (Khu trục lớp Ikazuchi)
- Lôi đĩnh đội chín
  - Aotaka (Tàu phóng lôi lớp Hayabusa)
  - Kari (Tàu phóng lôi lớp Hayabusa)
  - Tsubame (Tàu phóng lôi lớp Hayabusa)
  - Hato (Tàu phóng lôi lớp Hayabusa)
- Hạm đội ba - Phó đô đốc Dewa Shigetō
  - Kasagi (Tuần dương bảo vệ lớp Kasagi) - Thuyền trưởng Yamaya Tanin
  - Chitose (Tuần dương bảo vệ lớp Kasagi)
  - Niitaka (Tuần dương bảo vệ lớp Niitaka)
  - Otowa (biến thể của lớp Niitaka)
- Khu trục đội bốn
  - Asagiri (Khu trục lớp Harusame)
  - Murasame (Khu trục lớp Harusame)
  - Shirakumo (Khu trục lớp Shirakumo)
  - Asahio (Khu trục lớp Shirakumo)

Mỗi tàu mang mìn 8 x 100 lb

### Chiến đội hai

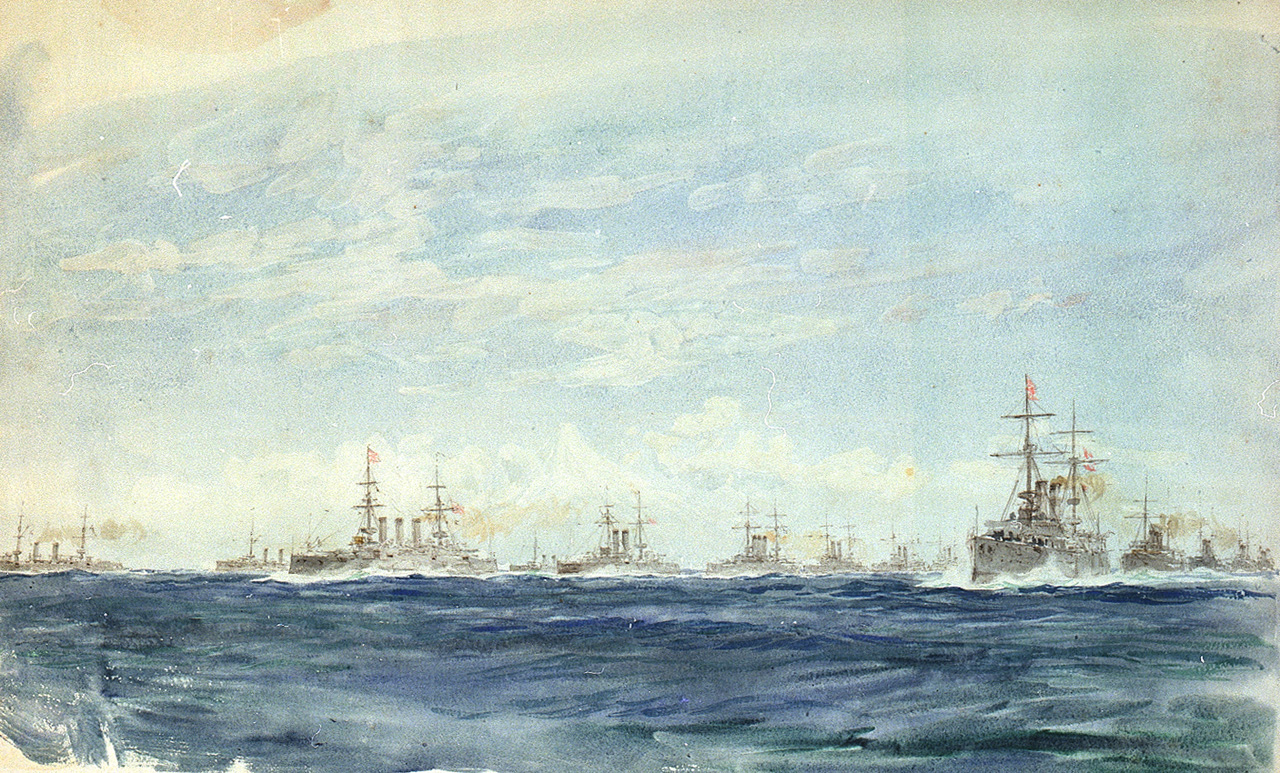
Hạm đội Nhật

- Hạm đội NhậtHạm đội hai (Phó đô đốc Kamimura Hikonoja)
  - Izumo (Kì hạm) (Tuần dương bọc thép lớp Izumo)
  - Azuma (Tàu tuần dương bọc thép) - Thuyền trưởng Yashiro Rokuro
  - Tokiwa (Tuần dương bọc thép lớp Asama) - Thuyền trưởng Kawashima Reijiro
  - Yakumo (Tàu tuần dương bọc thép)
  - Asama (Tuần dương bọc thép lớp Asama)
  - Iwate (Tuần dương bọc thép lớp Izumo)
  - Chihaya (Tàu liên lạc)
- Khu trục đội năm
  - Shiranui (Khu trục lớp Murakumo)
  - Murakumo (Khu trục lớp Murakumo)
  - Yugiri (Khu trục lớp Murakumo)
  - Kagerou (Khu trục lớp Murakumo)
- Khu trục đội ba
  - Shinonome (Khu trục lớp Murakumo)
  - Usugumo (Khu trục lớp Murakumo)
  - Kasumi (Khu trục lớp Akatsuki)
  - Sazanami (Khu trục lớp Ikazuchi)
- Hạm đội bốn (Chuẩn đô đốc Uryu Sotokichi)
  - Naniwa (Tuần dương bảo vệ lớp Naniwa)
  - Takachiho (Tuần dương bảo vệ lớp Niitaka)
  - Akashi (Tuần dương bảo vệ lớp Suma)
  - Tsushima (Tuần dương bảo vệ lớp Niitaka)

### Chiến đội ba
- Hạm đội năm (Phó đô đốc Kataoka Shichirō)
  - Itsukushima (Kì hạm) (Tuần dương bảo vệ lớp Mastushima)
  - Chin'en (Thiết Giáp hạm hạng ba - Cựu tàu bọc thép Trung Quốc Zhenyuan)
  - Matsushima (Tuần dương bảo vệ lớp Mastushima)
  - Hashidate (Tuần dương bảo vệ lớp Mastushima)
  - Yaeyama (Tàu liên lạc)
- Lôi đĩnh đội một
  - Tàu số 73
  - Tàu số 72
  - Tàu số 74
  - Tàu số 75
- Hạm đội sáu - Chuẩn đô đốc Masaji Togo
  - Suma (Tuần dương bảo vệ lớp Suma)
  - Chiyoda (Tàu tuần dương bảo vệ)
  - Akitsushima (Tàu tuần dương bảo vệ hạng hai)
  - Izumi (Tàu tuần dương bảo vệ hạng hai)
- Lôi đĩnh đội mười
  - Tàu số 43
  - Tàu số 42
  - Tàu số 40
  - Tàu số 41
- Lôi đĩnh đội mười lăm
  - Hibari (Tàu phóng lôi lớp Hayabusa)
  - Sagi (Tàu phóng lôi lớp Hayabusa)
  - Hashitaki (Tàu phóng lôi lớp Hayabusa)
  - Uzura (Tàu phóng lôi lớp Hayabusa)

## Hạm đội Nga(Hải đội Thái Bình Dương số hai và ba)

### Chiến Đội

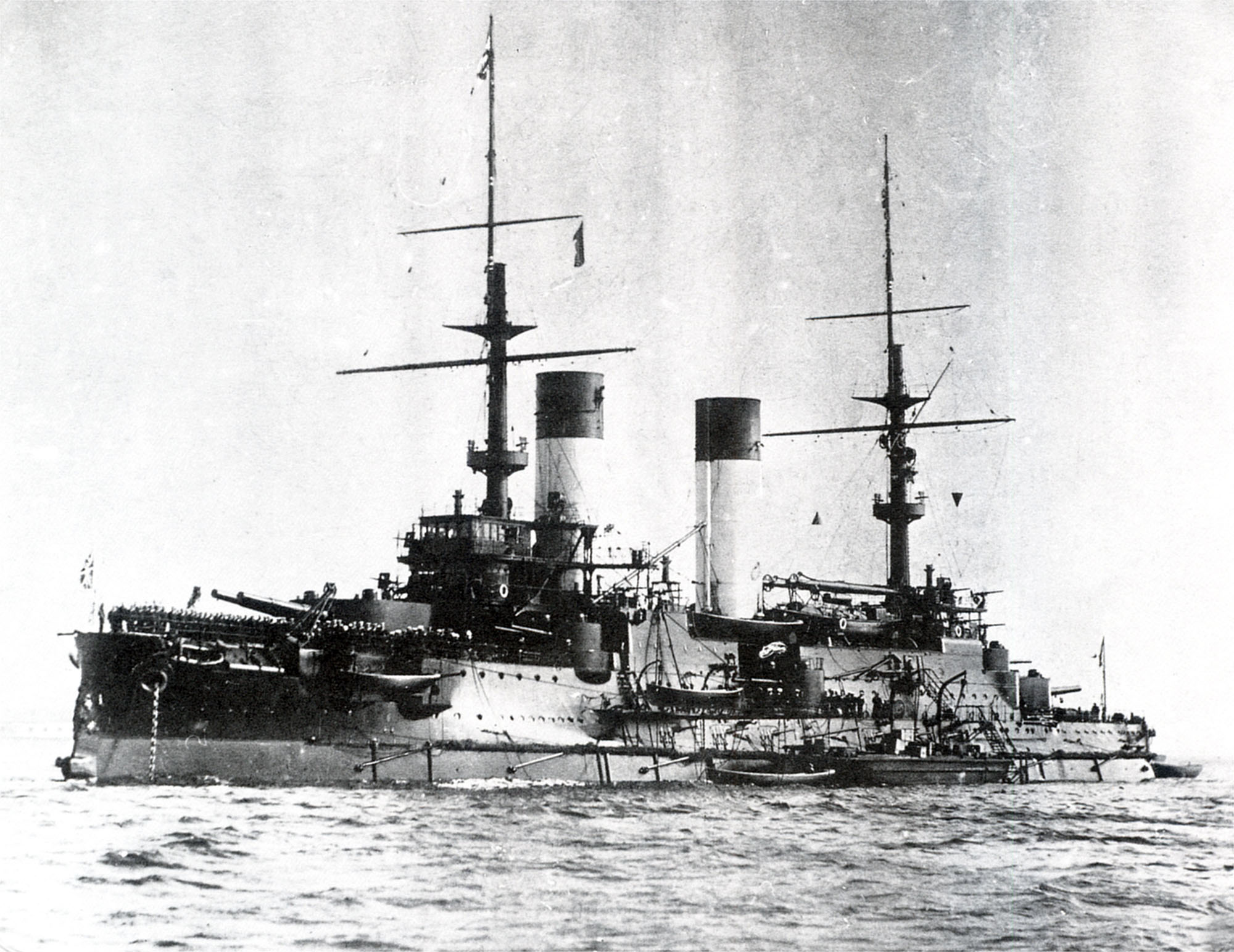
Kỳ hạm của Hạm đội Nga, Thiết giáp hạm Knyaz Suvorov

- Hạm đội một - Phó đô đốc Zinovy Rozhestvensky
  - Knyaz Suvorov (Kì hạm) (Thiết giáp hạm lớp Borodino) - Thuyền trưởng Vasily V. Ignatsius
  - Imperator Aleksandr III (Thiết giáp hạm lớp Borodino) - Thuyền trưởng Nikolai M. Bukhvostov
  - Borodino (Thiết giáp hạm lớp Borodino) - Thuyền trưởng Petr. I. Serebrennikov
  - Oryol (Thiết giáp hạm lớp Borodino) - Thuyền trưởng Nikolai V. Jung
- Hạm đội hai - Chuẩn đô đốc Bá tước Dmitry von Fölkersam - (Từ trần trước trận đánh)
  - Oslyabya (Thiết giáp hạm lớp Peresvet) - Thuyền trưởng Vladimir I. Bir
  - Sissoi Veliky (Thiết giáp hạm) - Thuyền trưởng Mikhail V. Oserov
  - Navarin (Biến thể của thiết giáp hạm lớp Trafalgar) - Thuyền trưởng Baron B.A. Fitingof
  - Đô đốc Nakhimov (Biến thể của tuần dương bọc thép lớp Imperieuse)
- Hạm đội ba - Chuẩn đô đốc Nikolai Nebogatov
  - Imperator Nikolai I (Thiết giáp hạm lớp Imperator Aleksandr II) - Thuyền trưởng V. V. Smirnov
  - Đại đô đốc Graf Apraksin (Thiết giáp phòng vệ bờ biển lớp Đô đốc Ushakov) - Thuyền trưởng N. G. Liwin
  - Đô đốc Seniavin (Thiết giáp phòng vệ bờ biển lớp Đô đốc Ushakov) - Thuyền trưởng S. J. Grogoryev
  - Đô đốc Ushakov (Thiết giáp phòng vệ bờ biển lớp Đô đốc Ushakov) - Thuyền trưởng V.N. Miklukha-Maklai
- Tuần dương đi kèm
  - Zhemchug (Tuần dương bảo vệ lớp Izumrud)
  - Izumrud (Tuần dương bảo vệ lớp Izumrud)
- Hạm đội tuần dương số một - Chuẩn đô đốc Oskar Enkvist
  - Oleg (Tuần dương bảo vệ lớp Bogatyr)
  - Aurora (Tuần dương bảo vệ lớp Pallada)
  - Dmitrii Donskoi (Tàu tuần dương bọc thép)
  - Vladimir Monomakh (Tàu tuần dương bọc thép)
- Hạm đội tuần dương số hai
  - Svetlana (Tàu tuần dương bảo vệ)
  - Ural (Tàu buôn trang bị vũ trang)

### Đội khu trục hạm
- Hạm đội khu trục số một
  - Byedovy
  - Buiny
  - Bravy
  - Buistry
- Hạm đội khu trục số hai
  - Blestyashchy
  - Bezuprechny
  - Bodry
  - Gromky
  - Grozny

### Hạm đội vận tải
- Tàu phụ trợ
  - Almaz (Du thuyền trang bị vũ trang phân loại thành tuần dương hạng hai)
  - Anadyr (Tàu buôn/vận tải)
  - Irtuish (Tàu buôn/vận tải)
  - Kamchatka (Tàu sửa chữa)
  - Koreya (Tàu đạn dược)
  - Rus (Tàu kéo)
  - Svir (Tàu kéo)
  - Oryol (Tàu bệnh viện)
  - Kostroma (Tàu bệnh viện)